# Bavory

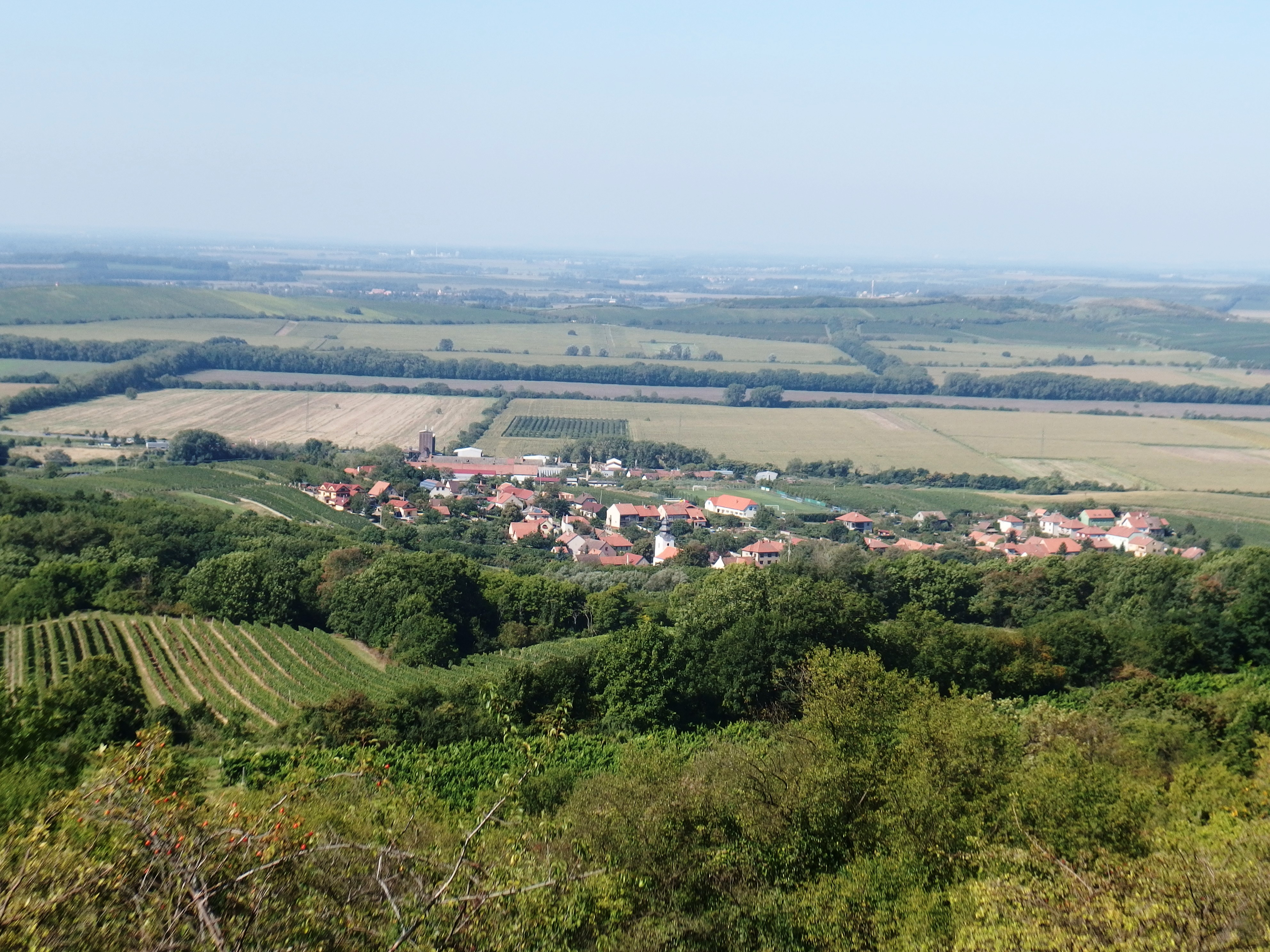
Blick auf Bavory

Bavory (deutsch Pardorf) ist eine Gemeinde im Okres Břeclav in Südmähren in Tschechien. Im Dorf leben 411 Einwohner (Stand 1. Januar 2023). Das Dorf liegt in den Pavlovské vrchy und gehört zum Zweckverband Region Slovácko. Der Ort ist als ein Längsangerdorf angelegt.

## Geographie
Die Nachbarorte sind im Norden Perná (Bergen) und Dolní Dunajovice (Untertannowitz), im Osten Klentnice (Klentnitz) und im Süden Mikulov (Nikolsburg).

## Geschichte

Alte Postkartenansicht

Die Anlage von Pardorf sowie die bairisch-österreichische Ui-Mundart mit ihren speziellen Bairischen Kennwörtern, welche bis 1945 gesprochen wurde, weisen auf eine Besiedlung durch bayrische deutsche Stämme hin, wie sie um 1050, aber vor allem im 12/13. Jahrhundert erfolgte. Sie rodeten das Land und führten die ertragreiche Dreifelderwirtschaft ein.
Das Dorf wurde im Jahre 1249 erstmals beurkundet und war im Besitz von Heinrichs I. von Liechtenstein.
Die Bedeutung des örtlichen Weinbaues unterstreicht eine bereits 1568 erlassene Bergrechtsordnung. Während des Dreißigjährigen Krieges wurden die Besitzungen des Kardinals Dietrichstein mehrmals geplündert. Durch Kriege und die Pest verringerte sich die Einwohnerzahl des Ortes dramatisch. Neue Siedler kamen aus Bayern und Franken. Durch diesen Zuzug blühte das Dorf wieder auf. Wälder wurden gerodet, Wasserleitungen gelegt, ein Ziegelofen wurde errichtet und ein Dorfteich angelegt. Der bis ins 18. Jahrhundert unveränderte Dorfname Pairdorf beziehungsweise „Payrdorff“ änderte sich erst 1791 in „Bardorf“, aus dem seit 1850 „Pardorf“ wurde. Ab dem Jahre 1764 ist ein Lehrer im Ort nachweisbar. Unterrichtet wurde im Gemeindehaus und später im Gemeindepresshaus. 1828 baute man ein eigens Schulgebäude.
Matriken werden seit 1625 geführt. Grundbücher werden seit 1760 geführt.
In den Revolutionskriegen musste Pardorf im Jahre 1805 hohe Kontributionen an die Franzosen bezahlen und im Jahre 1809 wurde der Ort von französischen Truppen geplündert. Bis zur Aufhebung der Patrimonialherrschaft 1848 gehörte Pardorf immer zur Herrschaft Nikolsburg. Während des Deutsch-Österreichischen Krieges wurde der Ort von preußischen Truppen besetzt, die hohe Kosten verursachten, deren Hälfte später vom Staat beglichen wurde. Die Bewohner des Ortes lebten von der Landwirtschaft, wobei der seit Jahrhunderten gepflegte Weinbau eine besondere Rolle spielte. Aufgrund des guten Bodens und Klimas konnten verschiedene Sorten Wein wie Grüner Veltliner, Welschriesling, Silvaner, Grüner Portugieser, Müller-Thurgau, Blaufränkischer und Blauer Portugieser angebaut werden. Es gab auch ein florierendes Kleingewerbe und eine Sektkellerei im Ort. Eine Freiwillige Feuerwehr wurde im Jahre 1885 gegründet.
Nach dem Zerfall Österreich-Ungarns nach dem Ersten Weltkrieg wurde Bavory/Pardorf Teil der Tschechoslowakei. 1938 wurde im Münchner Abkommen die Abtretung der deutschsprachigen tschechoslowakischen Randgebiete an das Deutsche Reich bestimmt. Somit wurde der Ort ein Teil Reichsgaus Niederdonau.
Nach dem Ende des Zweiten Weltkrieges, der 22 Opfer im Ort gefordert hatte, kam der Ort am 8. Mai 1945 wieder zur Tschechoslowakei. Viele deutsche Einwohner flohen über die Grenze nach Österreich oder wurden dorthin vertrieben. Dabei kam es zu acht Toten. Zwischen dem 15. März und dem 17. September 1946 wurden 267 deutsche Dorfbewohner nach Westdeutschland zwangsausgesiedelt. Sechs Personen verblieben im Ort. Der Ort wurde wieder neu besiedelt.
Die in Österreich befindlichen Pardorfer wurden bis auf 48 Familien, in Übereinstimmung mit den ursprünglichen Überführungszielen des Potsdamer Abkommens, nach Deutschland weiter transferiert.

## Wappen
Seit dem Jahre 1583 ist ein Gemeindesiegel nachweisbar. Es zeigt ein zweigeteiltes Renaissanceschild, in dessen Hälften ein Boot und ein Rebmesser abgebildet sind. Ein gänzlich anderes Siegelbild aus dem 18. Jahrhundert beschreibt das Mährische Landesmuseum in Brünn: In einem Barockschild ragt zwischen zwei Schmuckranken ein Kirchturm empor.

## Bevölkerungsentwicklung
| 1793                                                                          | 466 | –   | –  |    |
| 1836                                                                          | 515 | –   | –  | –  |
| 1869                                                                          | 472 | –   | –  | –  |
| 1880                                                                          | 554 | 527 | 25 | 5  |
| 1890                                                                          | 532 | 518 | 14 | 0  |
| 1900                                                                          | 546 | 540 | 6  | 0  |
| 1910                                                                          | 532 | 532 | 0  | 0  |
| 1921                                                                          | 476 | 462 | 2  | 12 |
| 1930                                                                          | 451 | 423 | 15 | 13 |
| 1939                                                                          | 443 | –   | –  | –  |
| Quelle: 1793, 1836, 1850 aus: Südmähren von A–Z, Frodl, Blaschka              |     |     |    |    |
| Sonstige: Historický místopis Moravy a Slezska v letech 1848–1960, sv.9. 1984 |     |     |    |    |

## Sehenswürdigkeiten
- Barocke Kirche der Hl. Katharina aus dem Jahr 1742, restauriert 1852,
- Statuen des Hl. Nepomuk (1763) und des Hl. Florian (1905), an beiden wurde 1947 die Inschrift entfernt
- Berg Stolová hora
- Kriegerdenkmal (1920)
- Naturdenkmal Anenský vrch

## Wirtschaft
Die Haupteinnahmequelle für die Ortschaft war seit ihren frühen Tagen der Weinbau. Der dort produzierte Weißwein wurde zunächst an die Gaststätten der Umgebung verkauft.

## Persönlichkeiten
- Wenzel Gröll (* 2. August 1889 Pardorf; † 8. November 1969 Wien) Aquarellmaler und Radierer